# 陶履卓
陶履卓（16世紀—17世紀），字岸生，號錞菴，浙江紹興府會稽縣人，明朝、南明政治人物。

## 生平
崇禎十五年（1642年），陶履卓中式壬午科應天鄉試舉人，次年（1643年）聯捷進士，獲授行人，奉詔到廣東安撫，平反冤獄數百人，捐俸填補欠稅數萬，廣東人擁道泣送他並立祠和肖像祭祀。
南京弘光朝廷失陷，他和柯夏卿、王自超、聶慎行、沈光融、馬晉胤、翁明英、金維寧、周懋宜、周甲瑩、何堅、華光宇、翁朝元在台州具表迎立魯王朱以海監國，歷任吏部考功司員外郎、翰林院檢討、編修、知制誥，乞終養父親陶祖齡而回鄉；父親去世後，更孝順母親王氏。清順治九年（南明永曆六年，1652年），清廷追查楊崑起事，陶履卓受到牽連，被捕問罪，不久獲免，母親隨即去世，陶履卓為母營葬後亦患上重病，死前對其子陶覲說：「我多次遭患難不死，因為祖母尚在，如今無憾。」。

## 著作
有《孝經解》、《安雅堂集》、《人子要言》等著作傳世。

## 引用
1. 1 2  康熙《會稽縣志·卷二十三·人物志二》：陶履卓，字岸生，號錞菴，承學孫，崇禎壬午舉于南雍，癸未以易經魁南宮，稱易名家。授行人，奉詔安撫粵東，比繡衣使者；讞死囚為雪冤者數百人，捐除夙逋以數萬計，粵人擁道泣送，搆祠立象。尋改翰林編修，知制誥，乞終養父祖齡，卒積憂悲痛，母王氏曲承意旨；及母逝，發聲盡哀，流血數斗，肢體幾毀，營塟畢遂遘疾。將卒之日，謂其子覲曰：「吾屢遭患難不死者，以祖母在也，今無憾矣。」所著有《孝經解》、《安雅堂集》、《人子要言》，行文有矩法，堅秀酷似河東，平日持身訓世，一本孝友而城府洞徹，且好施予，陰德尤豐。
2. ↑  錢海岳《南明史·卷七十八·列傳第五十四》：杭州降，（柯夏卿）與陶履卓、王自超、聶慎行、沈光融、馬晉胤、翁明英、金維寧、周懋宜、周甲瑩、何堅、華光宇、翁朝元具表迎魯王監國台州……履卓，字岸生，會稽人。崇禎十六年進士授行人，安撫廣東，雪冤獄數百人，捐夙逋數萬計。歷考功員外郎、簡討，遷編修，知制誥，終養歸。後以楊崑事連，被逮免。母歿泣血，葬畢卒。